# Historisches Museum Hannover

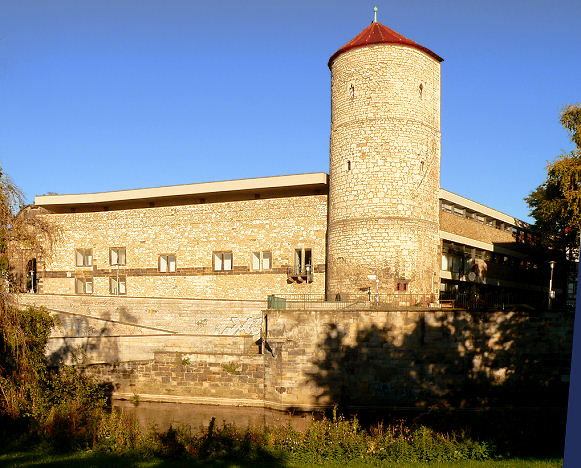
Das Museum Am Hohen Ufer der Leine mit Resten der mittelalterlichen Stadtmauer und dem Beginenturm (2005)

Das am 26. April 1903 als Vaterländisches Museum in der Cumberlandschen Galerie eröffnete Historische Museum Hannover sammelt Bestände zur Geschichte der Stadt Hannover und der früheren welfischen Gebiete des heutigen Landes Niedersachsen.  Träger ist die Stadt Hannover.

## Geschichte

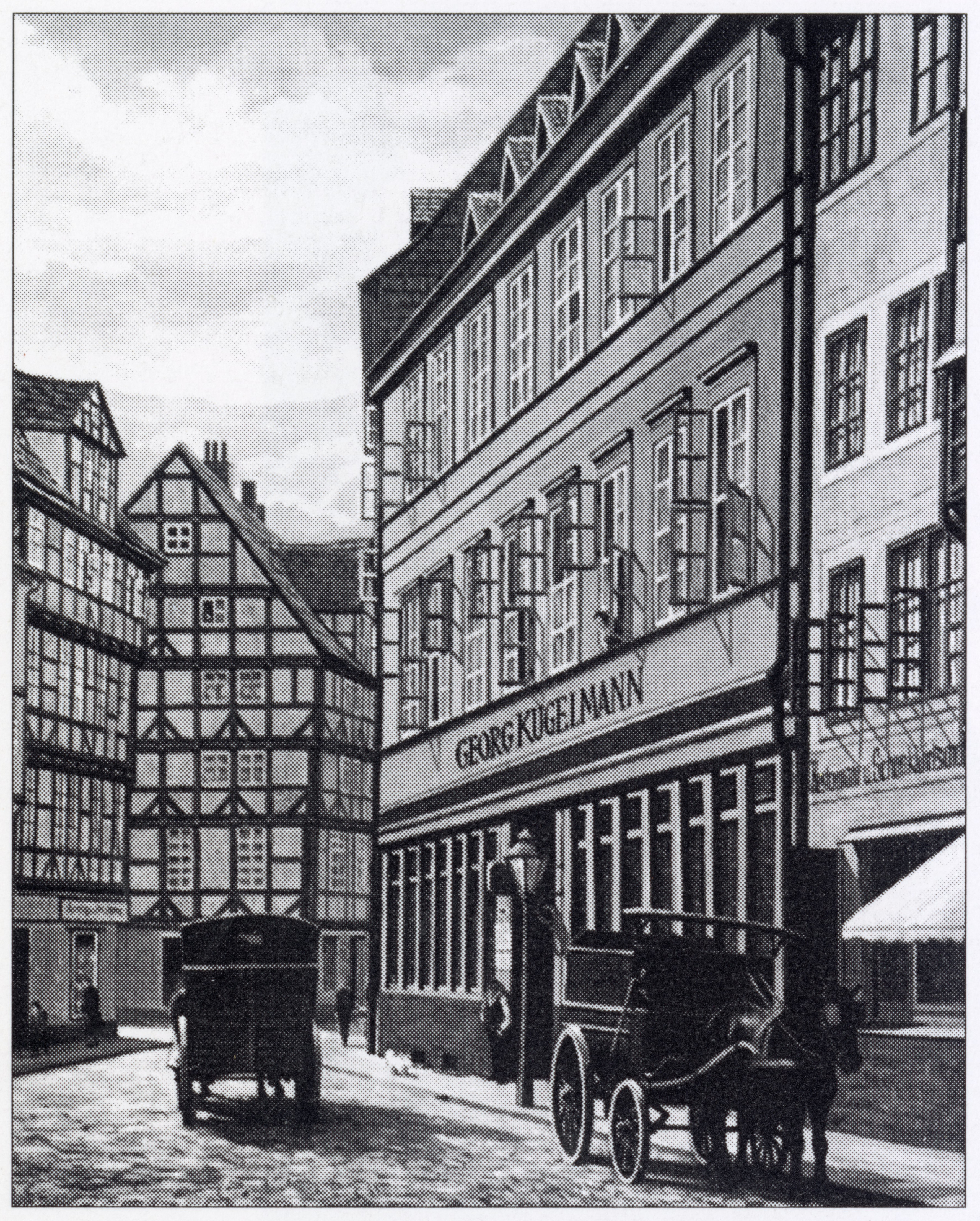
Um 1900: Haus Georg Kugelmann anstelle des späteren Museumsbaus;
unter der damaligen Adresse Burgstraße 40

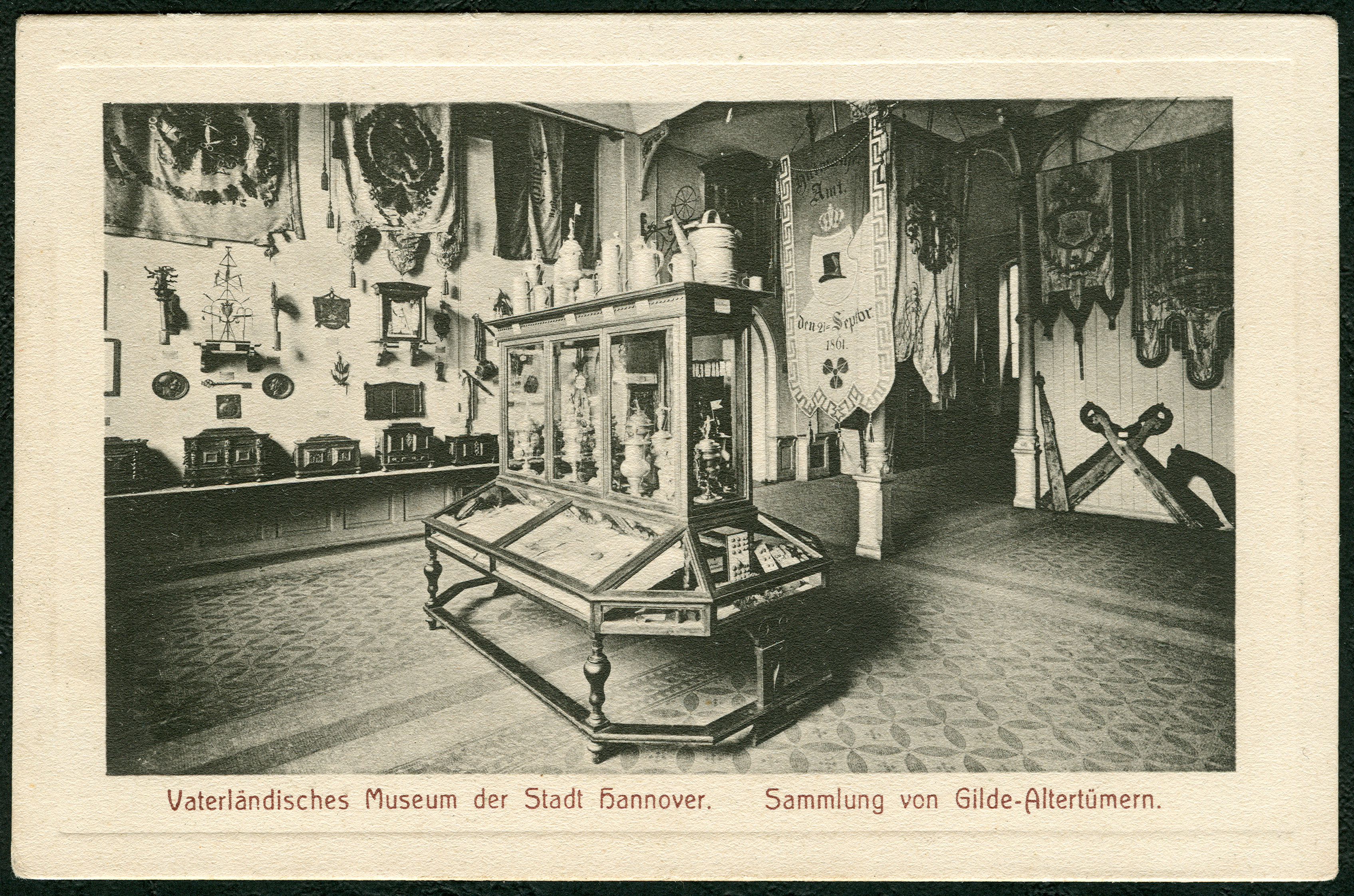
Vaterländisches Museum der Stadt Hannover. Sammlung von Gilde-Altertümern (1907)
Ansichtskarte 1, Serie B; Georg Alpers jun.

Die Gründung erfolge auf Initiative des Heimatbundes Niedersachsen. 1937 wurde das Museum in Niedersächsisches Volkstumsmuseum umbenannt. Durch die Luftangriffe auf Hannover im Zweiten Weltkrieg wurde es 1943 zerstört. Ab 1950 begann der provisorische Wiederaufbau unter dem vorläufigen Namen Niedersächsisches Heimatmuseum. 1966 wurde das Museum unter dem heutigen Namen in dem vom Architekten Dieter Oesterlen entworfenen Neubau eröffnet. Der Verein der Freunde des Historischen Museums unterstützt die Arbeit des Museums finanziell und ideell.
2017 wurde die 1993 konzipierte Dauerausstellung des Museums umgestaltet. 2020 schloss das Museum für drei Jahre wegen Sanierungsarbeiten. In dieser Zeit wurden auch Teile des 2021 geschlossenen Museums für Energiegeschichte(n) übernommen.

## Lage

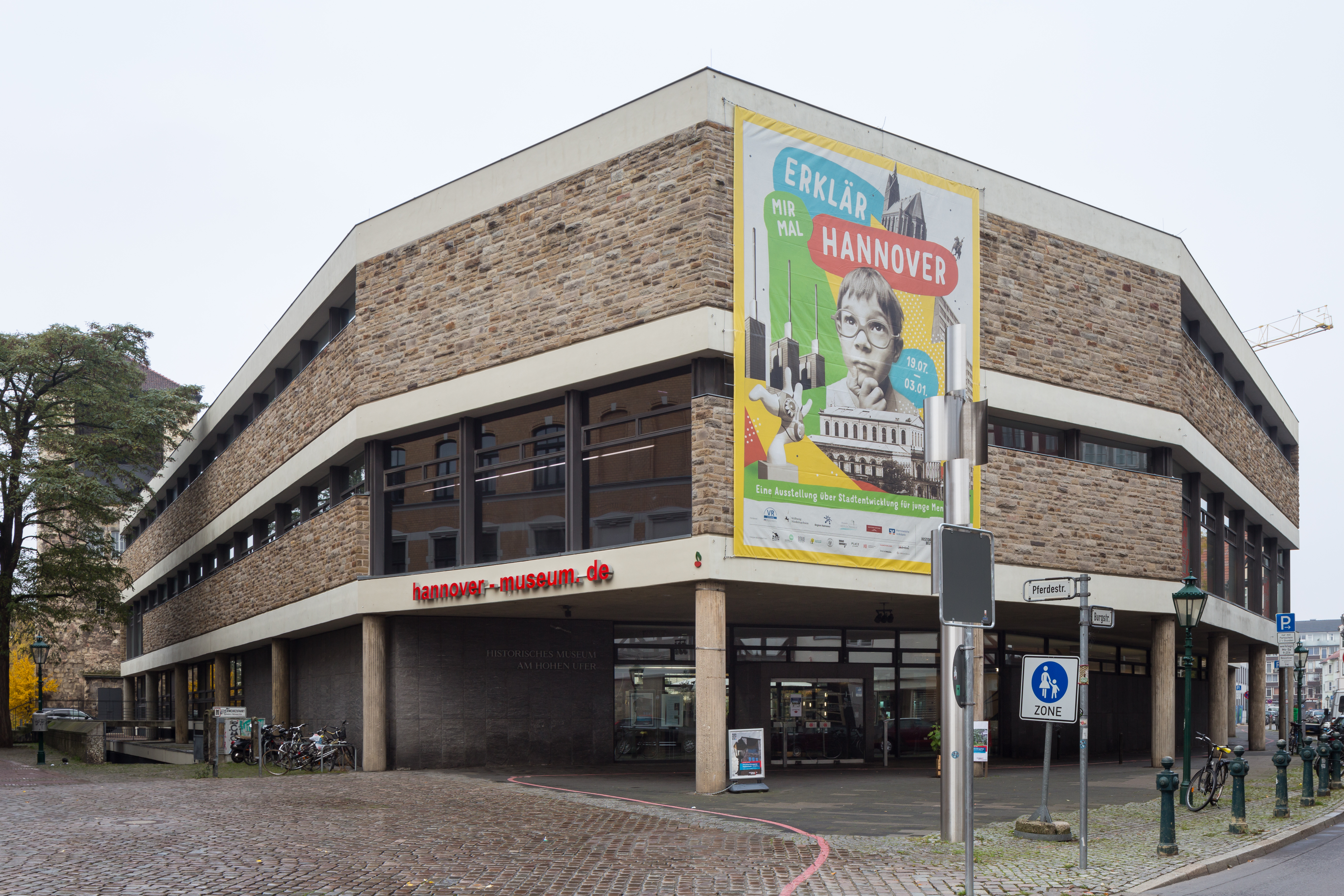
Ansicht von der Stadtseite

Der Hauptsitz des Museums befindet sich Am Hohen Ufer der Leine, dem Ort, an dem der Beginn der mittelalterlichen Besiedlung Hannovers im 11. Jahrhundert vermutet wird. Dies war eine Stelle am Leineübergang der Fernstraße zwischen Hildesheim und Bremen, die hier von einem Lehnshof gesichert wurde. Auch wenn die Ableitung des Namens der Stadt „Hanovere“ oder „Honovere“ vom „hohen Ufer“ nach neuesten wissenschaftlichen Erkenntnissen nicht zutreffen sollte, hat das Museum im Bereich der Stadtentstehung eine einzigartige Lage.
Der in das Museum integrierte Beginenturm ist der letzte vollständig erhaltene Stadtmauerturm der mittelalterlichen Stadtbefestigung Hannovers. Außerdem nutzt das Museum die hohe Bruchsteinmauer des von 1643 bis 1649 erbauten herzoglichen Zeughauses. Bei der zum Hohen Ufer liegenden Mauer handelt es sich um einen Abschnitt der Stadtmauer. Als es im Jahre 2013 im Bereich des Hohen Ufers bei Bauarbeiten auf einem Nachbargrundstück des Museums zu bedeutenden mittelalterlichen Funden kam, führte dies zu einer dreimonatigen stadtarchäologischen Untersuchungen am Hohen Ufer. Gegenüber dem Museum liegt die „Traditionsinsel“ der historischen Altstadt Hannovers mit der Burgstraße, bestehend aus zahlreichen in den 1960er Jahren rekonstruierten Fachwerkhäusern, sowie das wiedererstandene Leibnizhaus am Holzmarkt.

## Gebäude

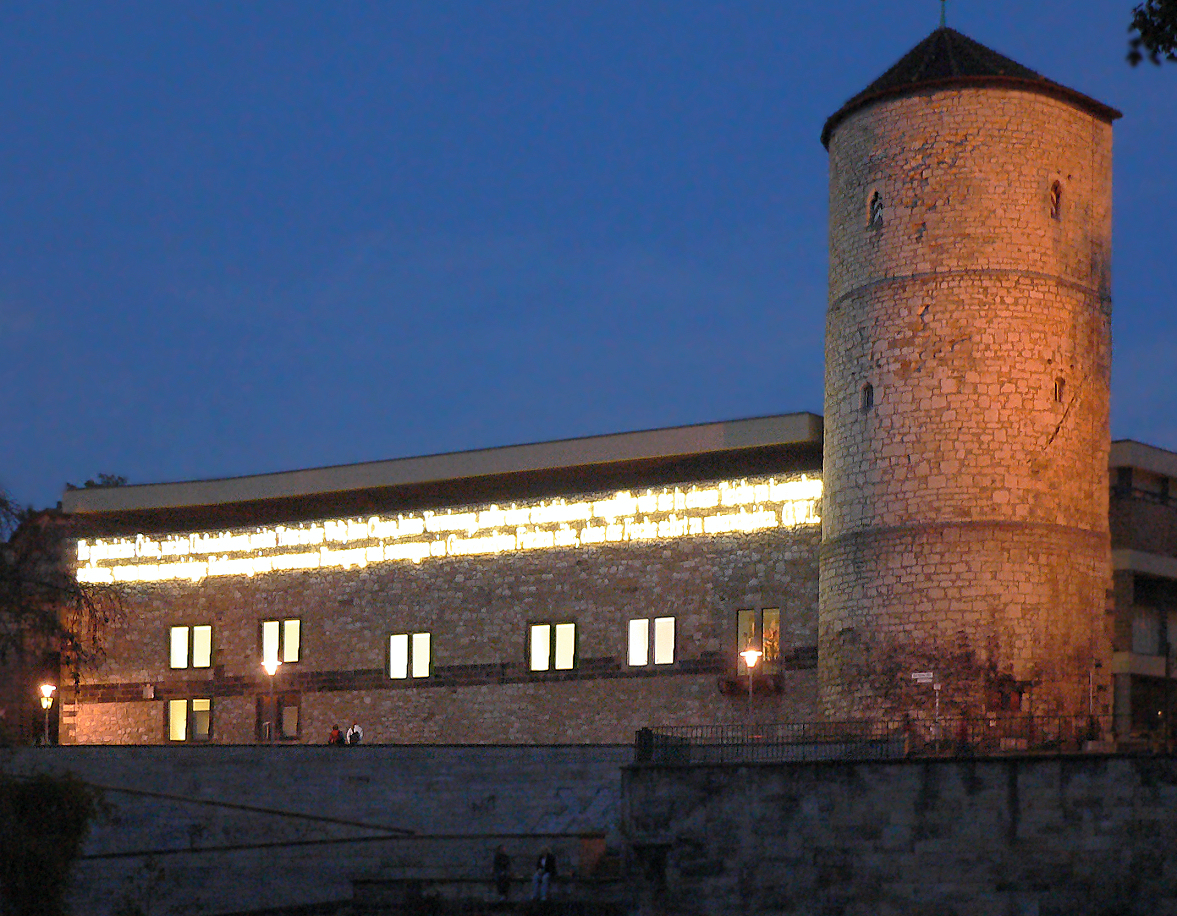
Museum nachts mit Kosuth-Lichtinstallation und Leibniz-Zitat (2010)

Der Museumsbau wurde von 1964 bis 1967 nach Plänen des Architekten Dieter Oesterlen als Neubau errichtet. Dabei wurden der Beginenturm und der Rest des herzoglichen Zeughauses sowie das Grundstück eines im Krieg zerstörten Wohnblocks der Altstadtbebauung einbezogen. Das Museum hat einen polygonalen Grundriss um einen fünfeckigen Innenhof, die markante Fassade zeigt in drei Stockwerken abwechselnd breite Sandsteinflächen und schmale Fensterbänder sowie eine Staffelung aus der Perspektive der nördlichen Burgstraße. Im Jahre 1991 wurde es umgebaut, und 2002 erfolgte eine Neugestaltung der einzelnen Abteilungen. Dies betraf die Abteilung Landesgeschichte im Erdgeschoss und ein Teil der Stadtgeschichte in der ersten Etage.
Der Text des beleuchteten Zitates von Gottfried Wilhelm Leibniz an der Leibnizufer-Seite – eine Lichtinstallation des US-amerikanischen Konzeptkünstlers Joseph Kosuth aus dem Jahr 2000 – lautet:

„Es gibt nicht Ödes, nichts Unfruchtbares, nichts Totes in der Welt, kein Chaos, keine Verwirrung, außer einer scheinbaren, ungefähr wie sie in einem Teiche zu herrschen schiene wenn man aus einiger Entfernung eine verworrene Bewegung und sozusagen ein Gewimmel von Fischen sähe, ohne die Fische selbst zu unterscheiden“

## Sammlungen

### Abteilungen

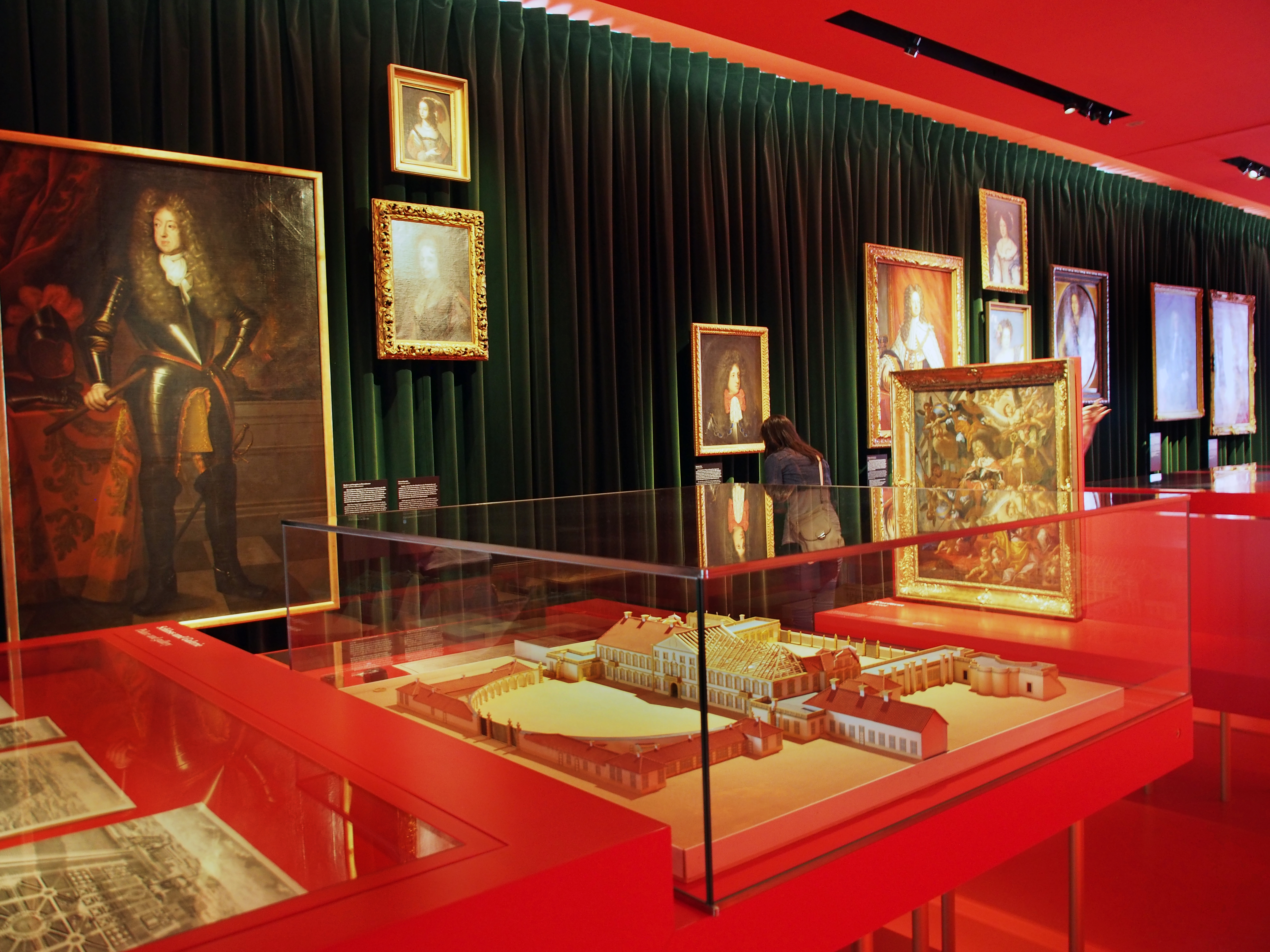
Ausstellungsraum im Museum Schloss Herrenhausen

Das Museum ist in folgende Abteilungen gegliedert:
- Vom Fürstentum zum Königreich: Gezeigt wird die Entwicklung vom Fürstentum Calenberg um 1600 bis zum Ende des Königreichs Hannover 1866.
- Vom Marktflecken zur Messestadt: In einem Zeitraum von 750 Jahren entwickelte sich Hannover von der Siedlung to den hogen overen bis zur Großstadt.
- Leben auf dem Lande: Dargestellt wird, wie die Landbevölkerung Niedersachsens vom 17. bis zum 20. Jahrhundert gelebt hat.
- Im Schloss Herrenhausen wurde im Mai 2013 das Museum Schloss Herrenhausen als neue Abteilung des Historischen Museums Hannover eröffnet.

Sonntags finden Führungen durch das Museum statt.

### Fotoarchiv
Das Museum gehört zu den großen Fotoarchiven Deutschlands: Es hält zur Einsichtnahme und zum Erwerb von Reproduktionen rund 1.000.000 historische Aufnahmen bereit. Nach Darstellung von Fotoerbe hat das Museum einen Bestand von mehr als 5.000.000 Fotos.

### Ehrenzeichen und Orden
Der Politiker und Bankier August Basse stiftete dem seinerzeitigen Vaterländischen Museum die sogenannte Finkam'sche Sammlung von Orden und Ehrenzeichen.

### Fahrzeuge

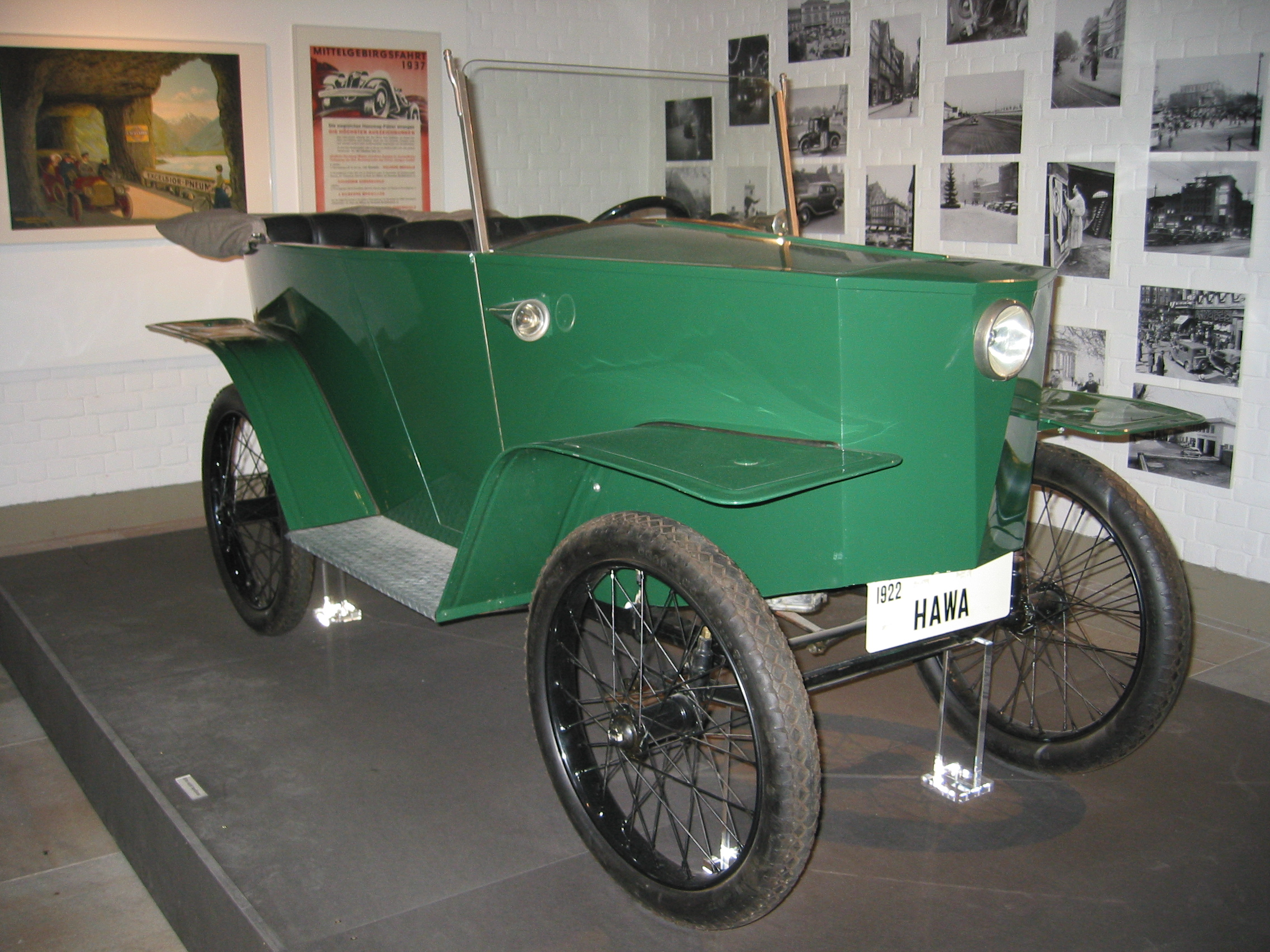
Hawa 40 Volt Elektro-Kleinwagen von 1921–1923

Im Museum sind einige alte Fahrzeuge ausgestellt. Dazu gehört ein Hawa 40 Volt Elektro-Kleinwagen von der Hannoverschen Waggonfabrik.

### Kutschen
Zur Ausstellung gehören vier Prunkkutschen, die Leihgaben von Erbprinz Ernst August von Hannover sind. Es handelt sich um den Staatswagen Nr. 2 von König Ernst August I. von 1790, das Coupé des Kronprinzen Georg von 1780, den Phaeton des Prinzen Eduard von 1785 und den Staatswagen Nr. 1 von König Georg IV von 1783.

## Personen

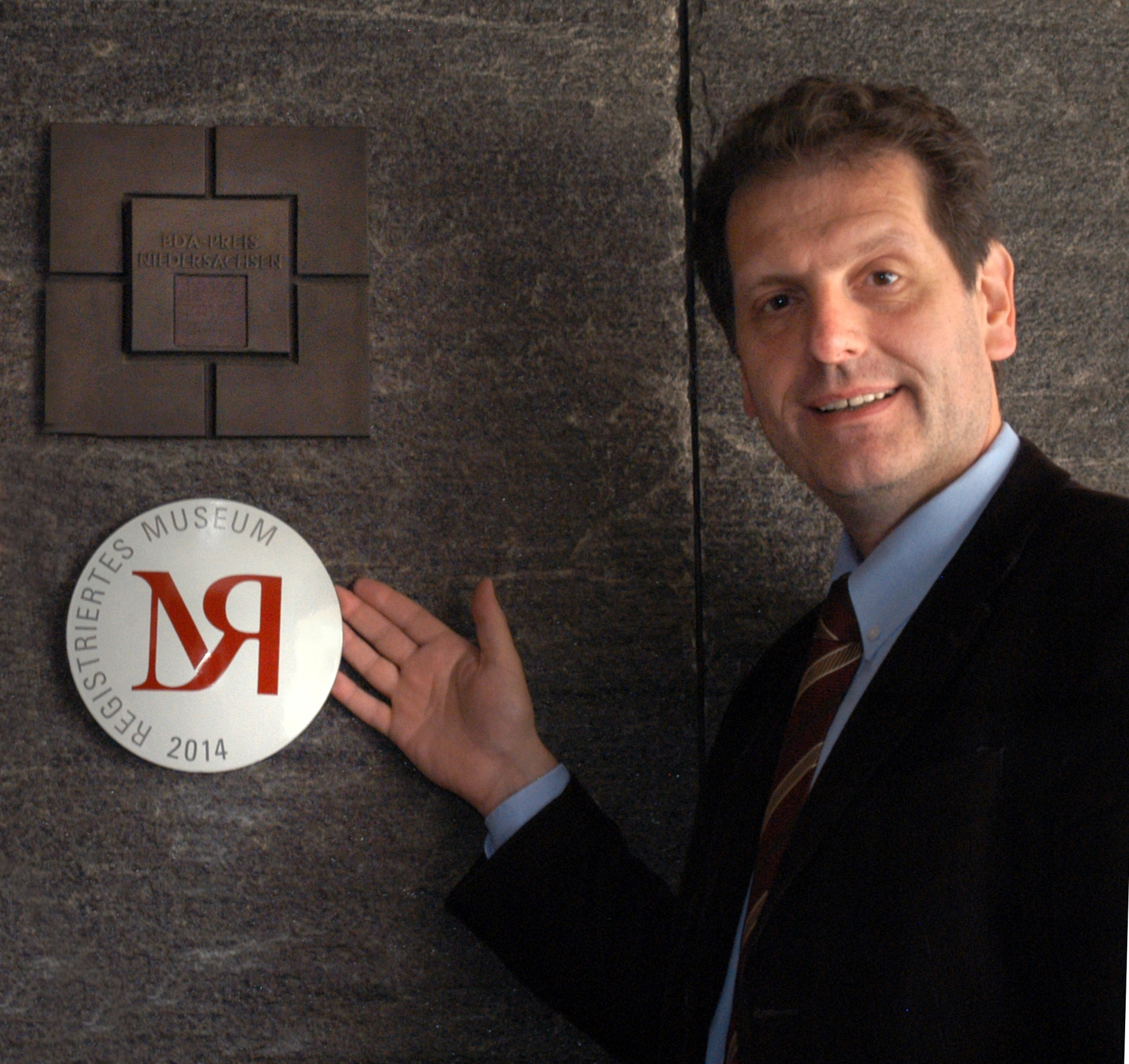
Früherer Direktor Thomas Schwark mit den Plaketten des BDA-Preises Niedersachsen und Registriertes Museum, 2012

Von 1928 bis 1945 war Wilhelm Peßler Direktor des Vaterländischen Museums in Hannover.